# 若宮神社 (糸島市)
若宮神社（わかみやじんじゃ）は、福岡県糸島市志摩船越桜谷にある神社。かつては桜谷神社と称した。

## 概要
祭神は「木花咲耶姫神」と「苔牟須売神」の二柱。瓊瓊杵尊との説もある。
寛永元年（1624年）11月5日、浦の漁人の妻に神告があったため勧請したという。文政6年（1823年）再建。